# Gramina
| Struttura chimica della Gramina |                                   |
| Gramina                         |                                   |
| Nome IUPAC                      | N,N-dimetil-1H-indol-3-metanamina |
| Formula chimica                 | C11H14N2                          |
| Numero CAS                      | 87-52-5                           |
| Peso molecolare                 | 174.24 g/mol                      |

Gramina o donaxine, (N,N-dimetil-1H-indol-3-metanamina o 3-(dimetilaminometil)indolo), è un alcaloide indolico presente in numerose piante, in particolare nelle graminacee.
È stata isolata in piante del genere Phalaris, in particolare da P. arundinacea, P. aquatica e Arundo donax.

## Tossicità
Si ipotizza che svolga un ruolo difensivo, in quanto risulta tossica per molti organismi. 
Inoltre, si ritiene che la gramina sia responsabile della mancanza di appetibilità in alcuni erbivori vista la sua somiglianza con lo scatolo (3-metilindolo), responsabile del cattivo odore delle feci. 
La gramina, somministrata a topi di laboratorio,  provoca lesioni ai reni, scarsa crescita in peso e morte (con 0,25% e 0,5% riferito alla dieta completa),
ma non sono stati osservati sintomi direttamente legati al sistema nervoso.

## Biosintesi
Viene utilizzata principalmente nella chimica organica sintetica come partenza per la formazione di triptofano.